# Otto Nadolski
Otto Nadolski (ur. 18 listopada 1880 w Gliniku, zm. 4 grudnia 1941 we Lwowie) – polski doktor inżynier hydrotechnik, prezydent Lwowa (1928–1930) jako komisarz rządowy.

## Życiorys
Absolwent Politechniki Lwowskiej, od 1919 profesor zwyczajny budownictwa wodnego na tej uczelni, trzykrotny rektor Politechniki Lwowskiej (w latach akademickich 1926/27, 1933/34 i 1935/36). Był komisarzem rządowym miasta Lwowa (jego zastępcą był Tadeusz Obmiński), doprowadził do utworzenia Wielkiego Lwowa. Według stanu z 1914 był sekretarzem sekcji balneotechnicznej Krajowego Związku Zdrojowisk i Uzdrowisk we Lwowie.
Po odzyskaniu przez Polskę niepodległości wstąpił do Wojska Polskiego. Został awansowany do stopnia porucznika pospolitego ruszenia w Korpusie Oficerów Artylerii ze starszeństwem z 1 czerwca 1919. 25 marca 1936 został wybrany prezesem Polskiego Towarzystwa Politechnicznego.
Zaprojektował instalacje wodociągowe dla Ciechocinka, Drohobycza i Sanoka (1934). Był autorem modernizacji w kurortach w Krynicy, Busku, Iwoniczu, Istebnej, Żegiestowie i Truskawcu.
W wyborach samorządowych z maja 1939 ubiegał się o mandat radnego Rady Miasta Lwowa startując z Listy Chrześcijańsko-Narodowej i został zastępcą radnego J. Krausa.
Został pochowany na Cmentarzu Łyczakowskim we Lwowie.

## Ordery i odznaczenia
- Krzyż Komandorski Orderu Odrodzenia Polski (11 listopada 1937)[7][8]
- Złoty Krzyż Zasługi (1 września 1930)[9]